# Manota pellii
Manota pellii är en tvåvingeart som beskrevs av Heikki Hippa 2007. Manota pellii ingår i släktet Manota och familjen svampmyggor.
Artens utbredningsområde är Thailand. Inga underarter finns listade i Catalogue of Life.